# Cowbridge

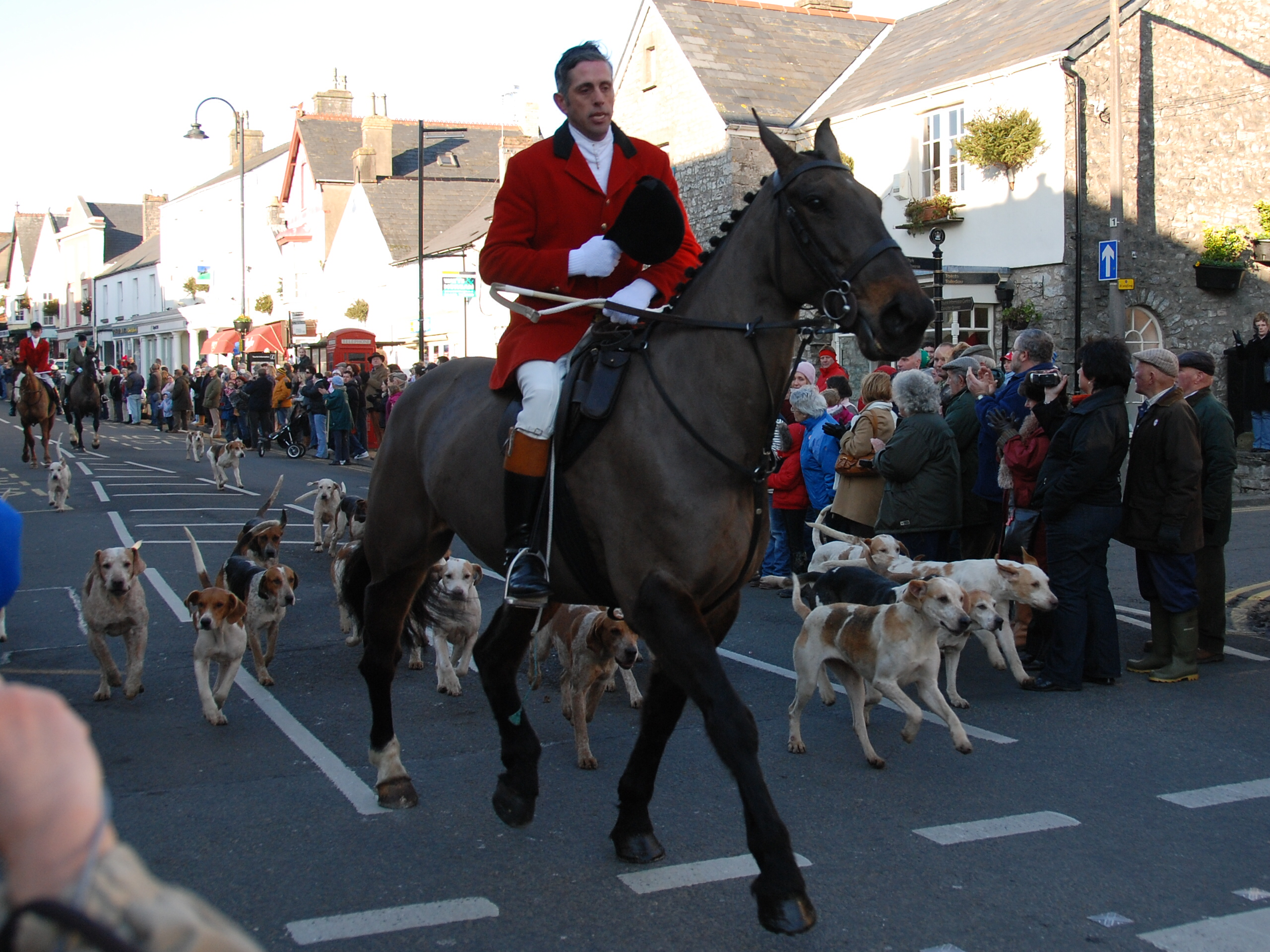
Cowbridge: la caccia del giorno di Santo Stefano (Boxing Day)

Cowbridge (in gallese: Y Bont-faen) è una cittadina di circa 3.800 abitanti del Galles sud-orientale, facente parte del distretto di Vale of Glamorgan.

## Geografia fisica

### Collocazione
Cowbridge si trova a circa metà strada tra Cardiff e Bridgend (rispettivamente ad ovest della prima e ad est della seconda).

## Società

### Evoluzione demografica
Al censimento del 2011, Cowbridge contava una popolazione pari a 3.804 abitanti. Nel 2001 ne contava invece 3.616, mentre nel 1991 ne contava 3.682.

## Storia
I primi insediamenti in loco risalgono al I secolo e furono ad opera dei Romani.
Nel corso del XIII secolo fu garantito a Cowbridge dal signore del Glamorgan Sir Richard De Clare lo status di città e nel 1266 furono costruite le mura cittadine.

## Edifici e luoghi d'interesse

### Chiesa della Sacra Croce
Tra gli edifici d'interesse, vi è la chiesa medievale della Sacra Croce, eretta come cappella tra il XII e il XIII secolo e ricostruita tra il XIV e il XV secolo.

### Cowbridge Physic Garden
Altro luogo d'interesse è il Cowbridge Physic Garden, un giardino approntato originariamente nel XVIII come parte degli Old Hall Gardens, giardini di proprietà della famiglia Edmondes.

### Cowbridge Museum
Nel municipio cittadino trova invece posto il Cowbridge Museum.

### Castello di Penllyn
È presente il castello di Penllyn, edificio di architettura normanna del 1135.

## Amministrazione

### Gemellaggi
- Clisson[5]